# Callous-unemotional traits
Callous-unemotional traits (CU) är en psykiatrisk diagnos som kännetecknas av ett ihållande beteendemönster som återspeglar en ignorering av andra, och även en brist på empati och allmänt bristfällig affekt (känslokyla). Samspelet mellan genetiska och miljömässiga riskfaktorer kan spela en roll i uttrycket av dessa egenskaper som en beteendestörning (CD). Även om det ursprungligen var tänkt som ett sätt att mäta vissa kännetecken på psykopati hos barn, har mått på CU validerats i universitetsprover och vuxna.
En specifikator för Callous-unemotional traits har inkluderats som ett kännetecken för beteendestörning i den femte upplagan av Diagnostic and Statistical Manual of Mental Disorders ( DSM-5 ) och den elfte upplagan av International Classification of Diseases (ICD-11).
CU, mätt med Inventory of Callous-Unemotional Traits (ICU), delas in i tre kategorier: känslolös (som återspeglar hänsynslöshet och grym behandling eller ignorans gentemot andra), likgiltighet (passiv ignorans gentemot andra och brist på prosociala känslor) och känslokyla. Emotionella egenskaper är unikt förhöjda vid "primär psykopati".
DSM-5:s "begränsade prosociala känslor" och åtföljande intervjumått, Clinical Assessment of Prosocial Emotions (CAPE), listar följande egenskaper:
- Brist på ånger eller skuld.
- Grund eller bristfällig påverkan (oemotionalitet).
- Känslolös – brist på empati.
- Bryr sig inte om prestation (på jobbet eller i skolan).
- Bristande reaktion på vad som skulle vara en traumatisk händelse.

Generellt är prognosen inte ljus men viss framgång kan nås om behandling sätts in tidigt.